# Cetyń
Cetyń (deutsch Zettin) ist ein Dorf in der polnischen Woiwodschaft Pommern. Es gehört zur Gmina Trzebielino (Gemeinde Treblin) im Powiat Bytowski (Bütower Kreis).

## Geographische Lage
Das Kirchdorf liegt in Hinterpommern, etwa 26 Kilometer nordnordöstlich von Miastko (Rummelsburg i. Pom.) und fünf Kilometer nordöstlich von Trzebielino (Treblin).

## Geschichte

Zettin, nordnordöstlich von Rummelsburg und nordöstlich des Dorfs Treblin, auf einer Landkarte von 1915

Das Gut Zettin, zu dem eine Wassermühle gehörte, war ein altes Lehen der Familie Puttkamer, das sie seit mindesten dem 16. Jahrhundert in Besitz hatte. Um 1782 saß August Karl Lebrecht von Puttkamer auf Zettin, der es zusammen mit dem Gut Poberow von seinem Vater, dem Hauptmann Georg Matthias von Puttkamer, geerbt hatte.
Am 1. April 1927 hatte der Gutsbezirk Zettin eine Flächengröße von 1134 Hektar, und am 16. Juni 1925 hatte der Gutsbezirk 327 Einwohner. Am 30. September 1928 wurde der Gutsbezirk Zettin in die Landgemeinde Zettin eingegliedert.
Anfang der 1930er Jahre hatte die Landgemeinde Zettin eine Flächengröße von 14,4 km². Innerhalb der Gemeindegrenzen standen zusammen 53 bewohnte
Wohnhäuser an drei verschiedenen Wohnstätten:
1. Augusthof
2. Theresenhof
3. Zettin

Im Jahr 1939 hatte die Landgemeinde 429 Einwohner.
Die Landgemeinde Zettin gehörte bis 1945 zum Kreis Rummelsburg der preußischen Provinz Pommern. Sie war Sitz des Amtsbezirks Zettin. Das Standesamt befand sich in Zettin.
Gegen Ende des Zweiten Weltkriegs wurde Zettin Anfang März 1945 von der Roten Armee eingenommen. Anschließend wurde Zettin zusammen mit ganz Hinterpommern von der Sowjetunion der Volksrepublik Polen zur Verwaltung überlassen. Die Bevölkerung wurde vertrieben. Der Ortsname wurde zu Cetyń polonisiert.

## Kirchspiel bis 1945

Ehemalige evangelische Pfarrkirche Zettin
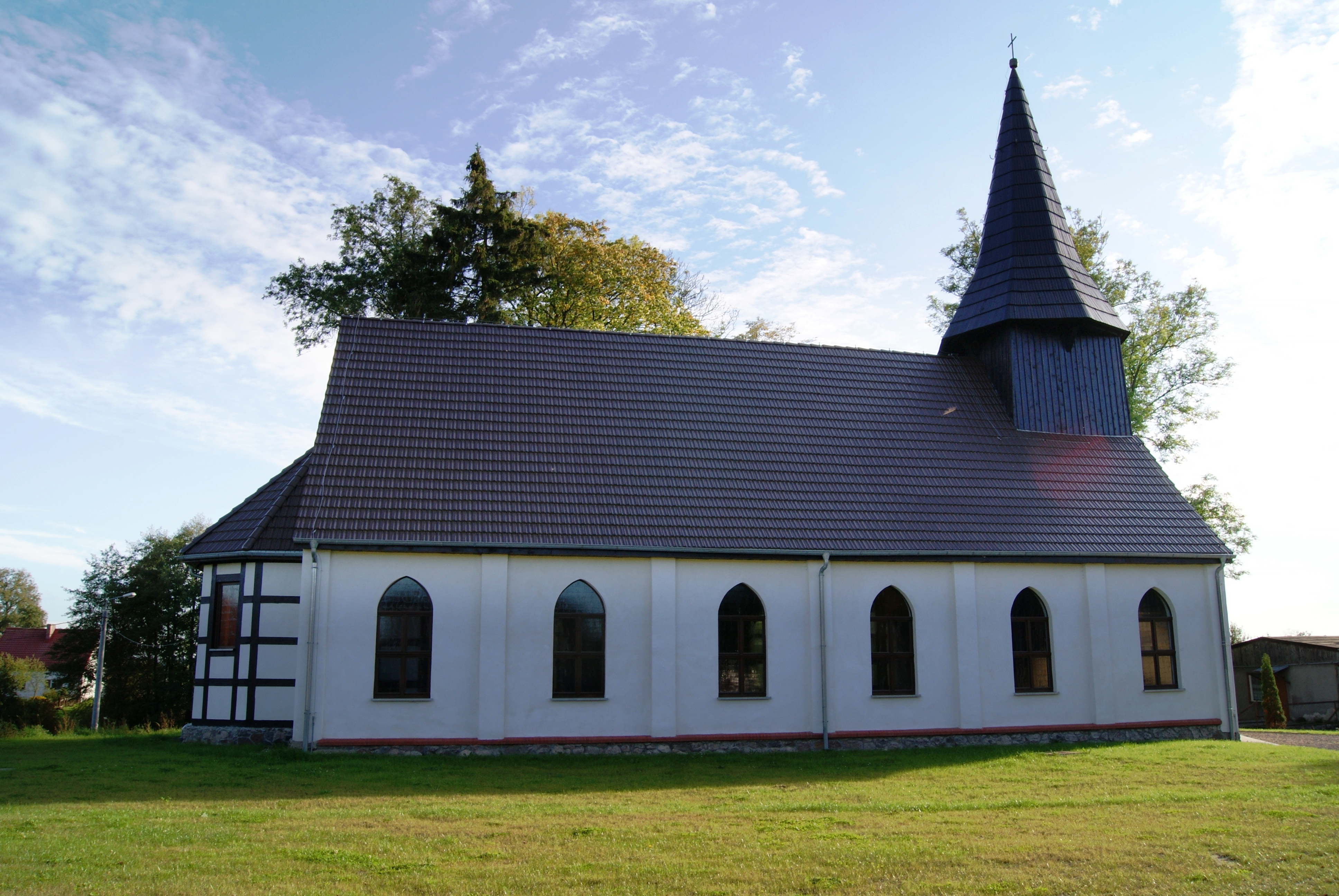
2011
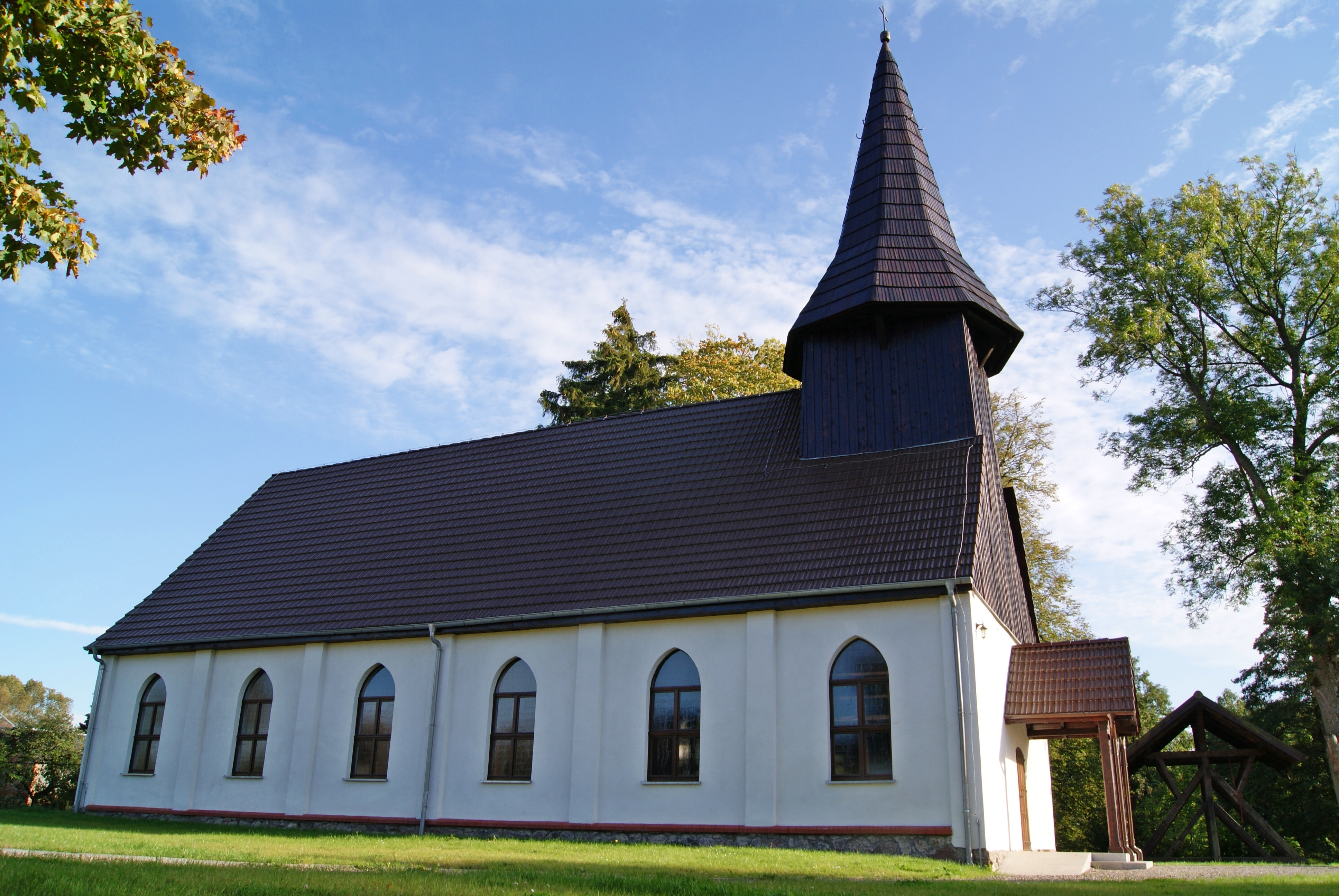
2011
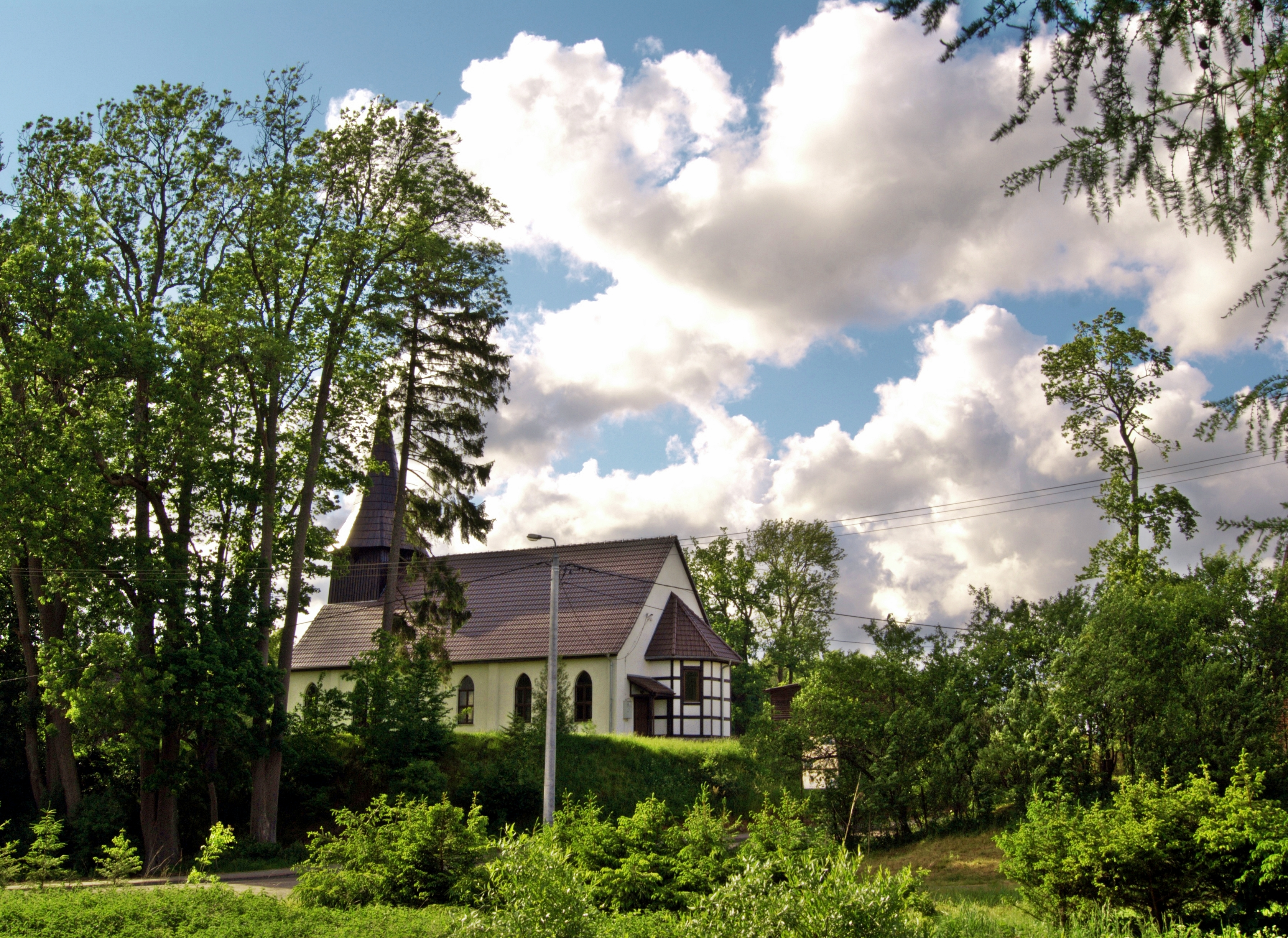
2012

Die vor 1945 anwesende Dorfbevölkerung war mit wenigen Ausnahmen evangelischer Konfession. Die evangelischen Einwohner gehörten zum Kirchspiel Zettin. Der Bestand an Kirchenbüchern reichte bis 1662 zurück.
Das katholische Kirchspiel war in Rummelsburg i. Pom.
Nach 1945 wurde das Kirchengebäude zugunsten der Römisch-katholischen Kirche in Polen zwangsenteignet.